# 吉備尾代
吉備 尾代（きび の おしろ、生没年不詳）は、日本の古墳時代の人物。姓は臣。

## 経歴
雄略天皇23年に雄略天皇が崩じた際、尾代は征新羅将軍として新羅へ遠征の途中に吉備国の自邸に立ち寄る。このとき尾代に率いられていた500人の蝦夷たちは、雄略天皇が亡くなった事を知ると語り合って反乱を起こし付近の郡を略奪したことから、尾代は自邸から駆けつけ、娑婆湊（現在の広島県福山市佐波町）で蝦夷たちとの間で戦いとなる。尾代は矢を射かけるが、蝦夷は躍り上がったり伏せたりして矢を避けたため、なかなか命中しなかった。そこで尾代は鳴弦の術（矢を射かけずに空弓を弾いて音を鳴らすこと）を用いて邪気を振り払い、浜辺にいた者二隊を射殺した。やなぐい2つ分の矢を使い切ってしまったことから、尾代は船人を呼んで矢を求めるが、船人は恐れて逃げ去ってしまった。そこで尾代は弓を立てて末弭をもって歌った。
道に遭ふや、尾代の子、天にこそ、聞こえず有らめ、国には、聞こえてな
（濔致爾阿賦耶。鳴之慮能古。阿毎爾擧曾。枳擧曳儒阿羅毎。矩爾爾播。枳擧曳底那）
尾代は歌い終わると、また多くの人を斬った。さらに敗走した蝦夷を追撃して、丹波国の浦掛水門（うらかけのみなと。現在の京都府京丹後市久美浜町浦明か）でことごとく攻め殺したという。